# Erich Brabec
Erich Brabec (ur. 24 lutego 1977 w Czeskich Budziejowicach) – czeski piłkarz występujący na pozycji obrońcy. W latach 2008–09 dwukrotnie wystąpił w reprezentacji Czech.